# Burdette Haldorson
Burdette Eliele "Burdie" Haldorson (Austin (Minnesota), 12 januari 1934 – Colorado Springs (Colorado), 13 oktober 2023) was een Amerikaans basketballer. Hij won met het Amerikaans basketbalteam de gouden medaille op de Olympische Zomerspelen 1956, de Olympische Zomerspelen 1960 en de Pan-Amerikaanse Spelen 1959.
Haldorson speelde voor het team van de Universiteit van Colorado te Boulder en de Phillips 66ers. Tijdens de Olympische Spelen speelde hij 16 wedstrijden, inclusief 2x de finale tegen de Sovjet-Unie. Gedurende deze wedstrijden scoorde hij 90 punten.
Na zijn carrière als speler was hij werkzaam bij Phillips Petroleum, de sponsor van zijn laatste team.
Haldorson overleed na een kort ziekbed in oktober 2023 op 89-jarige leeftijd.
3 Jerry West · 
4 Walt Bellamy · 
5 Bob Boozer · 
6 Terry Dischinger · 
7 Burdette Haldorson · 
8 Darrall Imhoff · 
9 Allen Kelley · 
10 Lester Lane · 
11 Jerry Lucas · 
12 Adrian Smith · 
13 Jay Arnette · 
14 Oscar Robertson · 
Coach Pete Newell